# مشروع هولا
كان مشروع هولا خلال الحرب العالمية الثانية مخططًا نقلت فيه الولايات المتحدة السفن البحرية إلى الاتحاد السوفييتي ترقبًا لانضمام السوفييت أخيرًا في الحرب ضد اليابان، وتحديدًا في إطار التحضير للغزو السوفييتي المخطط لجنوب سخالين وجزر الكوريل. يقع المشروع في كولد باي في إقليم ألاسكا، وكان المشروع نشطًا خلال فصلي الربيع والصيف عام 1945. كان أكبر برامج النقل وأكثرها طموحًا في الحرب العالمية الثانية.

## أسباب مشروع هولا
خاضت الإمبراطورية الروسية واليابان الحرب الروسية اليابانية في الفترة 1904-1905، بعد أن أرسلت اليابان قواتها إلى سيبيريا خلال الحرب الأهلية الروسية في اجتياح سيبيريا في الفترة 1918-1920، مع استمرار العداوات وبقاء البلدين خصمين في شمال شرق آسيا بعد تأسيس الاتحاد السوفييتي. أدى سلوك اليابان السياسي والعسكري العدواني المتزايد في شرق آسيا خلال ثلاثينيات القرن العشرين إلى اشتباكات حدودية بين القوات السوفييتية والقوات اليابانية في دولة مانشوكوو العميلة لليابان في منشوريا في عام 1937 في جزيرة كانشاتزو في نهر آمور وفي عام 1939 في حادثة خلخين غول/نومونهان. ولكن بعد عام 1939 حولت الدولتان انتباههما إلى مكان آخر – ركزت اليابان على الحرب اليابانية الصينية الثانية في الصين والاتحاد السوفييتي لتوقيع اتفاق مولوتوف-ريبنتروب. في النهاية، وُقع على ميثاق الحياد السوفييتي الياباني في 13 أبريل 1941.
دخل الاتحاد السوفييتي الحرب العالمية الثانية عندما اجتاح ألمانيا في يونيو 1941، وفي ديسمبر 1941 دخلت اليابان الحرب بمهاجمة قوات الحلفاء والأقاليم في المحيط الهادئ وشرق وجنوب شرق آسيا. رغم أن هذه الأحداث وضعت الدولتان على جوانب مختلفة في الحرب، إلا أنه لم يكن لهما أي مصالح في الانخراط في العمليات العسكرية ضد بعضهما، وكانت كلا الدولتين منشغلتان تمامًا بالحروب التي شاركت بها بالفعل. وهكذا، حافظت الدولتان على حياد دقيق تجاه بعضها البعض حتى نهاية الحرب العالمية الثانية تقريبًا. بخلاف تفتيش الشحنات للتأكد من أنها لا تتضمن مواد الحرب والاحتجاج على تغيير أعلام السفن الأمريكية كسفن سوفياتية، لم تتدخل اليابان عسكريًا بشكل متعمد مع قوافل الإعارة والاستئجار الأمنية التي تحمل معدات الحرب من الولايات المتحدة إلى الاتحاد السوفييتي في شمال المحيط الهادئ، ورفض الاتحاد السوفييتي الطلبات الأمريكية لإنشاء قاعدة طائرات أمريكية على الأراضي السوفييتية لتنفيذ عملياتها ضد اليابان وتجاهلت طلبات الحلفاء لأية أعمال أخرى من الممكن أن تثير اليابان، قال زعيمها جوزيف ستالين أنه لا يمكن للسوفييت أن تدخل في حرب ضد اليابان إلا بعد هزيمة ألمانيا.
عانى الاتحاد السوفييتي من خسائر عسكرية ومدنية واقتصادية هائلة في الحرب. خلال لقاء مع سفير الولايات المتحدة لدى الاتحاد السوفياتي أفيريل هاريمان في أكتوبر 1944، عرض ستالين أخيرًا الدخول في الحرب ضد اليابان، ولكن ليس قبل ثلاثة أشهر من إعلان استسلام ألمانيا، في أي وقت كان. كما جعل هذا الدخول مرهونًا بالحلفاء الذين يقدمون مساعدة كبيرة للاتحاد السوفييتي في بناء قواته المسلحة وإمداداته العسكرية في شرق آسيا والمحيط الهادئ قبل بدء أي عمليات سوفييتية ضد اليابان. بعد أن قدم الاتحاد السوفييتي قائمة بالمعدات التي يحتاجها، والتي أطلقت عليها الولايات المتحدة اسم ميلبوست، بدأت الولايات المتحدة في العمل على تلبية المتطلبات السوفييتية خارجًا بالإضافة إلى مخصصات الإعارة والاستئجار السنوية للسوفييت.
كجزء من ميلبوست، وافق رئيس الأركان البحرية السوفييتية الرئيسية، الأدميرال في إيه ألافوسوف، والقائد المساعد في البعثة العسكرية الأمريكية في موسكو، العميد البحري كلارنس إي أولسن، في 20 ديسمبر 1944 على قائمة من اثني عشر نوعًا من السفن والطائرات التي ستنقلها الولايات المتحدة إلى السوفييت. وكان من بين السفن أنواع مختلفة من السفن المرافقة، وزوارق الإنزال، وكاسحات الألغام. كما أوصى أولسن بضرورة إعداد «برنامج لتدريب الأفراد وذلك لاستلام بعض أنواع السفن» حتى يتسنى للطواقم السوفييت تلقي التعليمات من الموظفين الأمريكيين من أجل تشغيل السفن والمركبات المنقولة إليهم.

## اختيار الموقع
في مطلع يناير عام 1945، أشار القائد العام للقوات البحرية السوفييتية، الأميرال نيقولاي غيراسيموفيتش كوزنيتسوف، إلى أن الولايات المتحدة حددت الموقع لنقل السفن وتدريب الطواقم في إقليم ألاسكا جزر ألوتيان، حيث أن وجود عدد قليل من السكان المدنيين سيساعد على ضمان أمن البرنامج، الذي كان من المقرر إجراؤه بسرية تامة لتجنب تنبيه اليابانيين وربما استفزاز اليابان لشن هجوم ضد الاتحاد السوفييتي. واقترح ميناء هولندي في جزيرة أونالاسكا كخيار جيد، استُدعيت كل من البحرية السوفييتية والبحرية التجارية إلى مقربة من أكوتان، لذلك كان الموظفون السوفييت أكثر دراية بهذه المياه.
في 18 يناير 1945، اتصل رئيس العمليات البحرية الأمريكية والقائد العام للبحرية الأمريكية، أدميرال الأسطول إرنست كينغ، بقائد قوات شمال المحيط الهادئ، الأدميرال فرانك جاك فليتشير لتنبيهه إلى أن الولايات المتحدة خططت لنقل ما يقارب 250 سفينة ومركبة إلى الاتحاد السوفييتي بين أبريل وديسمبر 1945 وأن نحو 2500 موظف سيكونون موجودين في موقع النقل على مدار الساعة مع إجراء دورة لمدة أسبوعين لموظفي النقل؛ واستفسر أيضًا عما إذا كان يمكن للميناء الهولندي استيعاب مثل هذا البرنامج. رد فليتشر في 29 يناير 1945 رافضًا المرفأ الهولندي بسبب نقص السكن وأماكن التدريب هناك ولأن مرفأها كان صغيرًا جدًا لاستيعاب الأعداد المتوقعة من السفن وبسبب كونه مكشوفًا على البحار الهائجة ما يعيق التدريب الآمن. وأوصى بكولد باي في شبه جزيرة ألاسكا كخيار أفضل بكثير بسبب المرفأ المحمي والمرافق الساحلية والغياب الكامل للسكان المدنيين، ما يجعل أمن البرنامج أسهل بكثير من المرفأ الهولندي. كانت كودياك في جزيرة كودياك، التي تملك مرافق شاطئية مناسبة ولكن لم يتمتع الميناء بالحماية الكافية من البحار الهائجة، الخيار الثاني لفيتشر، في حين كان الميناء الهولندي الخيار الثالث فقط. وأبلغ كينغ رسميًا البعثة العسكرية الأمريكية في موسكو باختيار كولد باي.
خلال لقاء كينغ في مؤتمر يالطا في 8 فبراير عام 1945، ذكر كوزنيتسوف أن الميناء الهولندي كان الخيار الأول للاتحاد السوفياتي وكودياك الثاني. وأبلغه كينغ أن الولايات المتحدة اختارت كولد باي. لم يكن كوزنيتسوف على دراية بكولد باي، ولكن عند رؤيتها على على الخريطة، وافق عليها على الفور كموقع للتدريب. 